# 薩沃奇縣 (科羅拉多州)
薩沃奇县（英語：Saguache County）是美國科羅拉多州西南部的一個縣。面積8,211平方公里。根據美國2000年人口普查，共有人口5,917人。縣治薩沃奇（Saguache）。
成立於1866年12月29日。縣名來自猶他語，是「藍色土地」或「藍色土地旁的水」的意思。